# Kdenlive
Kdenlive（KDE Non-Linear Video Editor）/ˌkeɪdɛnˈlaɪv/是一種基於MLT框架、KDE和Qt的自由开源的非線性影片編輯器，注重靈活性和易用性。 該項目最初由Jason Wood在2002年開發 ，現在則有一個小團隊的開發人員。  随着Kdenlive 15.04.0的发布，它成为官方KDE项目的一部分。

## 特色

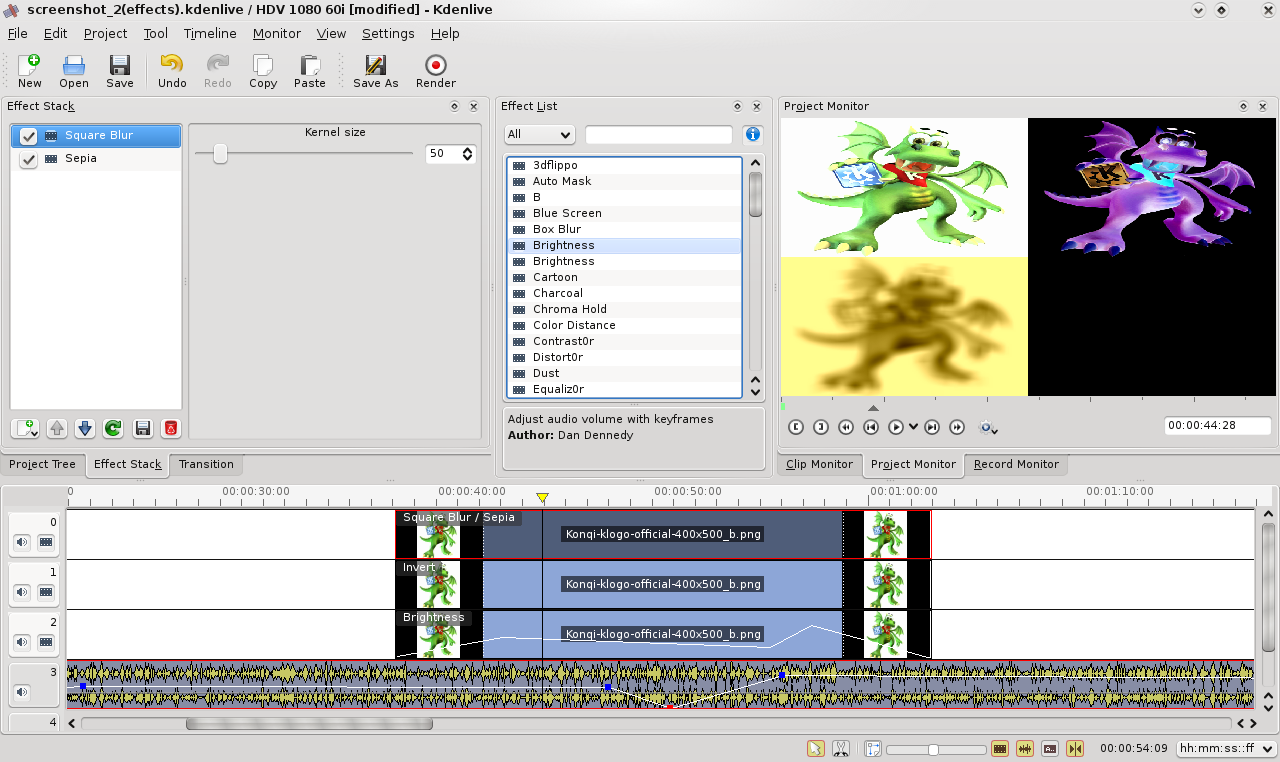
Kdenlive影片效果

Kdenlive支持FFmpeg的所有格式(如QuickTime、AVI、WMV、MPEG和Flash)，也支持4:3和16:9縱橫比在PAL和NTSC系統。和各種HD標準，包括HDV。影片也可以輸出到DV裝置，或將章節和一個簡單的菜單寫入DVD。 
0.7版後包括一些新的功能：一個現代的、簡約的界面基於KDE的Oxygen、FireWire攝像機、webcam和Linux設備的影片擷取、從您的屏幕抓取影片、支持jog shuttle設備、高清晰度編輯和無損格式。
Kdenlive利用了一些框架，以提供一系列的音樂和影片效果和過場，包括MLT、Frei0r、SOX和LADSPA。
音效包括正常化，相位和移調，限制，音量調節，混響和均衡濾波器等。
影片效果包括選擇遮罩，藍屏，扭曲，旋轉，顏色工具，霧化，模糊等。

## 外部連結
- Kdenlive主頁*Kdenlive影片教程
- Kdenlive live DVD
- （页面存档备份，存于）
- 認識Kdenlive（页面存档备份，存于）
- Kdenlive 在台灣 （页面存档备份，存于）
- Kdenlive 安裝及使用教學